# Lužany (Plzeň)
Lužany è un comune della Repubblica Ceca facente parte del distretto di Plzeň-jih, nella regione di Plzeň.

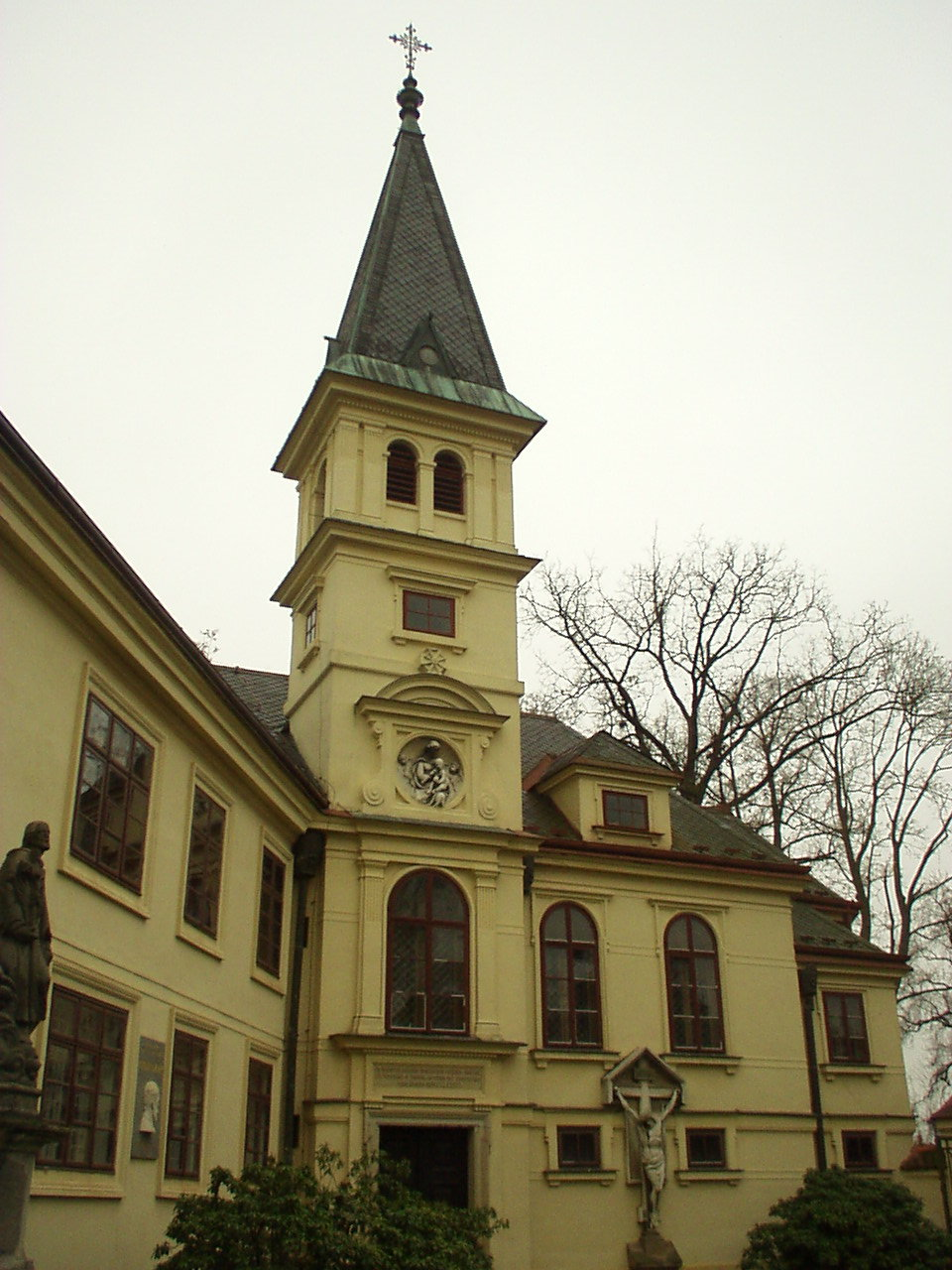
Ingresso al castello

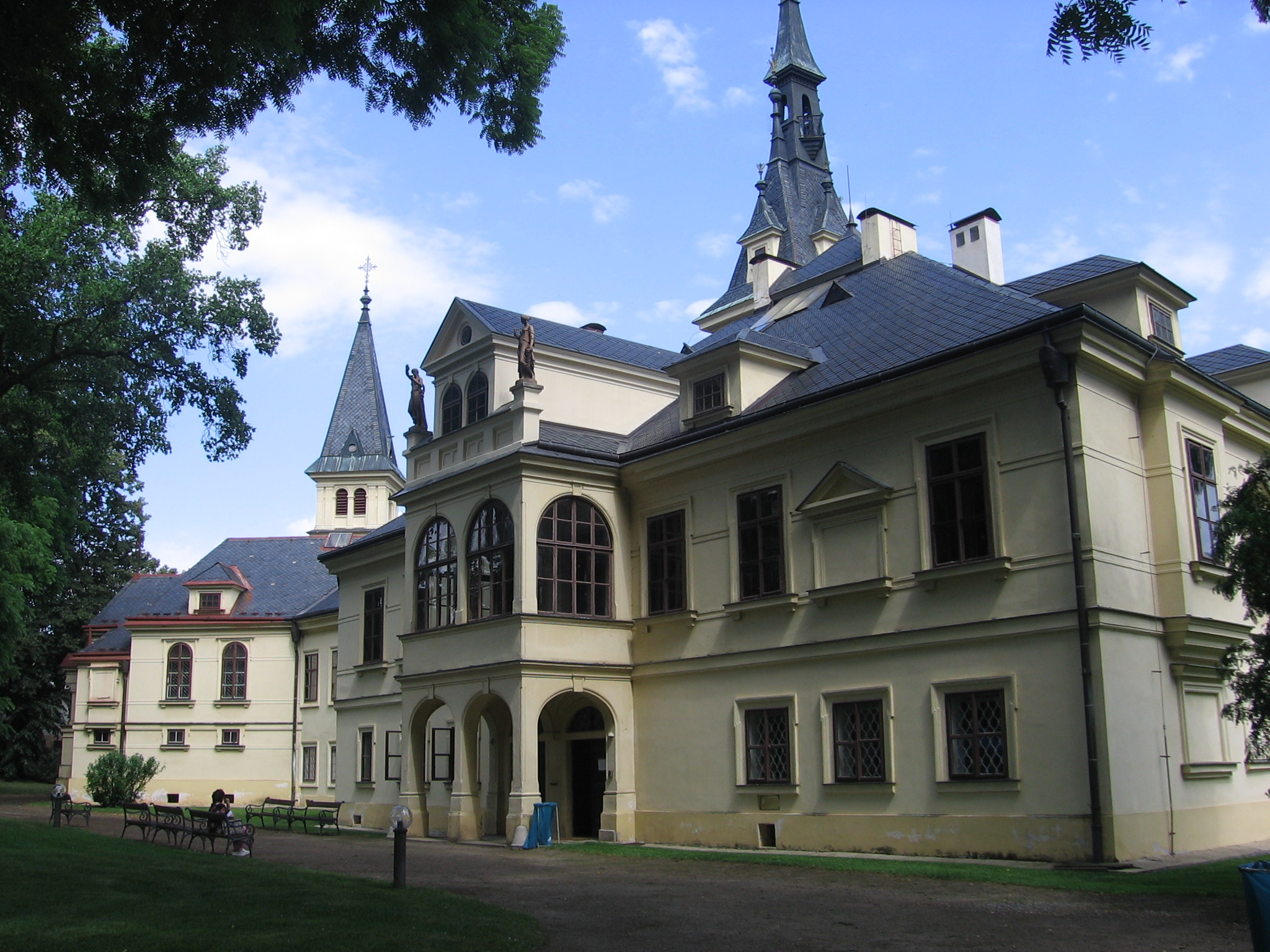
La facciata verso il parco

## Il castello
Il castello di Lužany è un edificio neorinascimentale costruito negli anni 1886-1888 dall'architetto e mecenate Josef Hlávka, originario della vicina Přeštice.
Il castello è tuttora amministrato dalla Fondazione Josef, Marie a Zdenky Hlávkových, con sede a Praga.
Gli interni storici dell'epoca custodiscono la memoria del soggiorno di Josef Hlávka e dei suoi importanti ospiti, tra i quali Antonín Dvořák, Jaroslav Vrchlický, Julius Zeyer, Josef Václav Myslbek, Josef Suk e Oskar Nedbal.